# Giuggianello
Giuggianello (Sciuvaneddhru o Sciuaneddhru in dialetto salentino) è un comune italiano di 1 119 abitanti della provincia di Lecce in Puglia.
Situato nel Salento centro-meridionale, è il più piccolo comune della Provincia di Lecce e della penisola salentina in termini di abitanti.

## Geografia fisica

### Territorio
Il territorio del comune di Giuggianello, che si estende per 10,06 km² nella parte sud-orientale della penisola salentina, si sviluppa con una forma allungata secondo la direttrice est-sud-ovest. Presenta una morfologia prevalentemente pianeggiante, con modesti rialzi delle Serre salentine la cui quota massima raggiunge i 123 metri nei pressi della chiesa della Madonna della Serra, in direzione di Minervino di Lecce. Il centro abitato sorge in una leggera depressione a 79 m s.l.m.
Il paese dista 35,8 km da Lecce, 13,8 km da Otranto, 35 km da Gallipoli e 45 km da Santa Maria di Leuca. Confina a nord con il comune di Palmariggi, a est con i comuni di Giurdignano e Minervino di Lecce, a sud con il comune di Poggiardo, a sud-ovest con il comune di Sanarica, a ovest con il comune di Muro Leccese.
Poco distanti dal comune e ben collegate da strade provinciali, le note località balneari adriatiche di Porto Badisco (12,5 km), Castro Marina (13,4 km), Porto Miggiano (13,6 km), Santa Cesarea Terme (13,7 km), Otranto (13,8 km), località "Zinzulusa" (14,9 km) e località Alimini (20 km).

### Clima
Dal punto di vista meteorologico, Giuggianello rientra nel territorio del Salento orientale che presenta un clima mediterraneo, con inverni miti ed estati calde umide. In base alle medie di riferimento, la temperatura media del mese più freddo, gennaio, si attesta attorno ai +9 °C, mentre quella del mese più caldo, agosto, si aggira sui +24,7 °C. Le precipitazioni, frequenti in autunno ed in inverno, si attestano attorno ai 626 mm di pioggia/anno. La primavera e l'estate sono caratterizzate da lunghi periodi di siccità.
Facendo riferimento alla ventosità, i comuni del Salento orientale sono influenzati fortemente dal vento attraverso correnti fredde di origine balcanica (cd. vento "Tramontana"), oppure calde di origine africana (cd. vento "Scirocco").

## Origini del nome
Negli antichi documenti il casale viene denominato Juianellum. L'etimologia potrebbe derivare da "giuggiola", supponendo che in passato ci fosse una vasta tenuta di giuggioli (Zizyphus jujuba). Altre ipotesi rimandano l'origine del nome al centurione romano Giuggianus o a un comandante che si stabilì nel territorio in seguito alla conquista romana del Salento. Più probabile l'ipotesi che il nome derivi dal latino Joannellum,  "Giovannello" (piccolo Giovanni) al quale è attribuibile anche la Grotta di San Giovanni (Joanni). La traduzione del nome dialettale (Sciuvaneddhru), infatti, è alla lettera "Giovannello" e non Giuggianello la cui traduzione sarebbe Cicianeddhru che nulla ha in comune con le giuggiole.

## Storia
Il territorio fu abitato sin dal Neolitico come testimoniano i reperti archeologici rinvenuti nella grotta della Madonna della Serra e i numerosi monumenti megalitici sparsi nelle campagne (dolmen, menhir, ecc.). Nei dintorni di Giuggianello esistevano gli antichi casali medievali di Quattro Macine e Polisano, di cui restano solo poche tracce.
Il casale di Giuggianello (Juvanellum), situato a sud-est dei casali di Quattro Macine e Polisano, nacque nel IX secolo e si sviluppò probabilmente in seguito alla distruzione della vicina Muro Leccese, avvenuta nel 924 ad opera dei Saraceni. I profughi muresi, in fuga dalla loro città, vi si stabilirono determinando un significativo incremento demografico.
Nel 1192 il casale venne incorporato nella Contea di Lecce retta da Tancredi d'Altavilla quindi infeudato a favore dei Baroni di Noha. Intorno al 1250 il feudo passa al potente barone di Matino Glicerio de Persona in quanto dote della di lui moglie Riccarda di Giurdignano. Con l'avvento degli angioini diventa feudo di Anselin de Toucy, cugino del re di Francia e di Carlo d'Angiò in quanto Giuggianello fa parte della dote di  una delle figlie di Glicerio, Sibilla de Matino, che va in sposa al de Toucy. Agli inizi del '300 il feudo, insieme a tutti gli altri possedimenti della de Matino, viene revocato al regio fisco. Nel 1434, sotto il governo di Giovanni Antonio Orsini Del Balzo, Giuggianello ottenne il privilegio della delimitazione del proprio feudo rispetto ai paesi limitrofi. Il primo feudatario fu Ugo di Bonavilla, mentre nel 1549 era di proprietà di Roberto Venturi. A contendersi il feudo ci furono nei secoli i Martino, i Basurto, i Guarini e i Veris. Nel 1641 venne acquistato da Giovan Battista Lubelli, il quale ottenne il titolo di Barone. Nel 1749, con l'estinzione della famiglia Lubelli, il feudo ricadde nel Regio Fisco e venne acquistato dalla Chiesa di Otranto che ne esercitò il controllo fino all'eversione della feudalità (1806).
Nel 1827 Giuggianello era un piccolo comune di circa 600 abitanti, la cui popolazione era dedita esclusivamente all'agricoltura.

### Simboli
Lo stemma e il gonfalone sono stati concessi con decreto del presidente della Repubblica del 3 dicembre 2001.
Lo stemma si può blasonare:
Le quattro mole alludono all'antico casale Quattro Macine; la sigla GG, riprende quella di un antico stemma presente sulla chiesa principale del paese; la corona baronale ricorda che la cittadina era capoluogo di baronia mentre il fasciato riprende con tutta probabilità il blasone degli antichi feudatari.
Profilo araldico dello gonfalone:
Un precedente stemma di Giuggianello era 
di rosso, a due fasce d'argento, con una pianta di giuggiolo sradicata, attraversante sul tutto. Il giuggiolo faceva riferimento all'origine del toponimo.

## Monumenti e luoghi d'interesse

### Architetture religiose

#### Chiesa di Sant'Antonio Abate

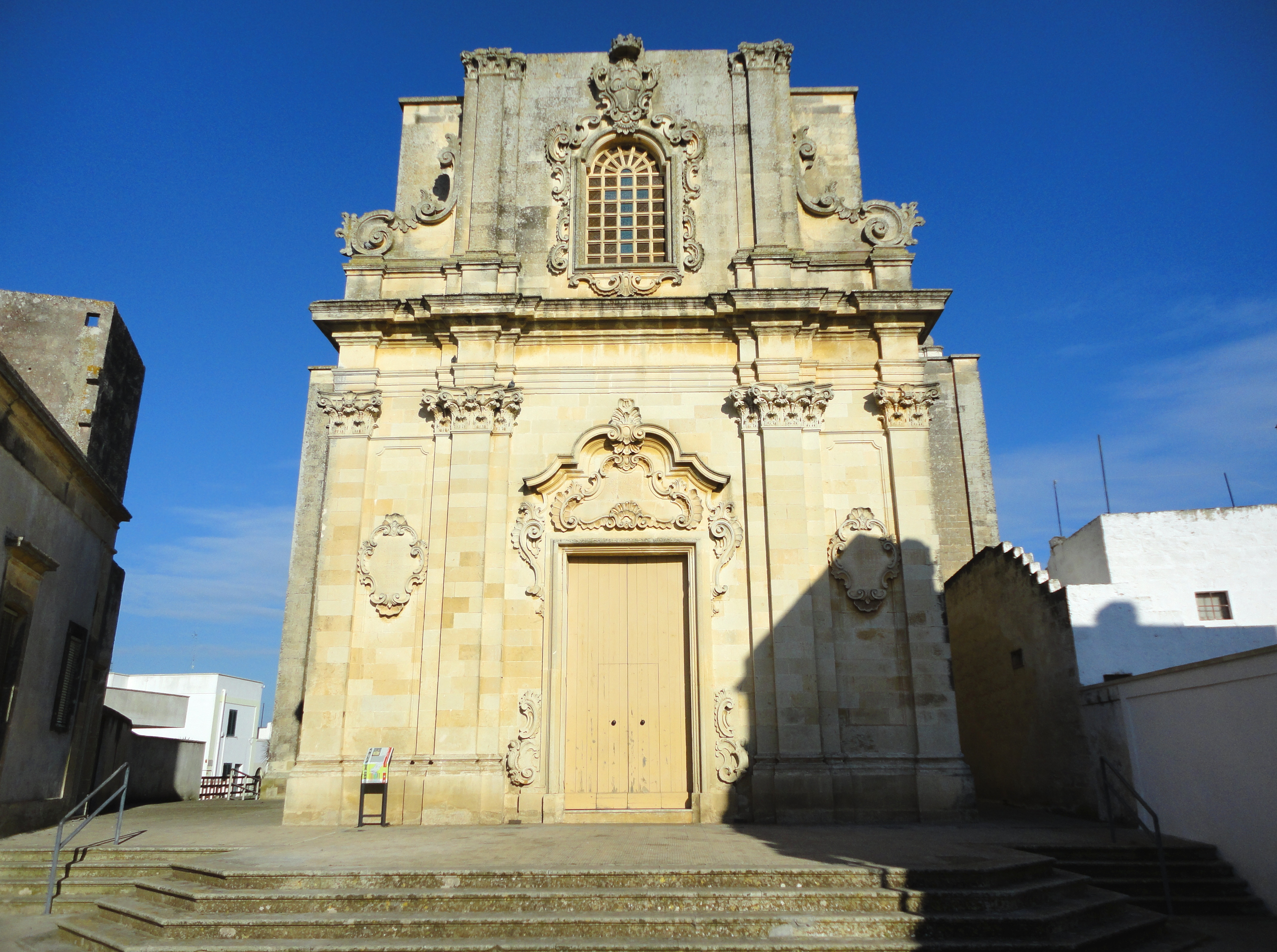
Chiesa di Sant'Antonio Abate

La chiesa madre di Sant'Antonio Abate fu edificata nel 1781 sul sito di una preesistente costruzione edificata per volere di Giovanni Maria Mastrangelo, arciprete di rito greco del paese. L'originario edificio, dedicato a San Cristoforo, esisteva già nel 1538 e fu più volte rimaneggiato. Verso la metà del XVII secolo, subì un notevole rifacimento e fu arricchito di numerosi altari. Così rifatta la chiesa ebbe il titolo di Sant'Antonio Abate. Intorno alla metà del Settecento,  rivelandosi troppo angusta per accogliere tutta la popolazione, si stabilì di ricostruirla ex novo.
La progettazione della nuova struttura fu affidata all'architetto Angelantonio Verdesca di Copertino. Presenta un'elegante facciata in pietra leccese, rimasta incompiuta per la carenza dei mezzi finanziari. È divisa in due ordini da un'aggettante trabeazione: nel primo ordine, scandito da alte lesene corinzie, si apre il portale d'accesso dalla decorazione mistilinea; il secondo ordine, raccordato al primo da volute, accoglie una finestra centrale finemente decorata, sormontata dall'antico stemma civico raffigurante due lettere G maiuscole. In posizione arretrata, in corrispondenza del braccio destro del transetto, si eleva il campanile a pianta quadrata.
L'interno, a navata unica con croce latina, è dotato di presbiterio nel quale è custodito l'altare maggiore realizzato recuperando gran parte del materiale dell'altare della preesistente chiesa. Su di esso si colloca una grande nicchia contenente la statua lignea di San Cristoforo. Nella navata e nel transetto sono distribuiti gli altari dedicati a Sant'Antonio da Padova, alla Madonna Addolorata (con tela del 1797), a San Vito (con tela del 1793), alla Madonna del Carmine (con tela del 1808) e a San Cristoforo.

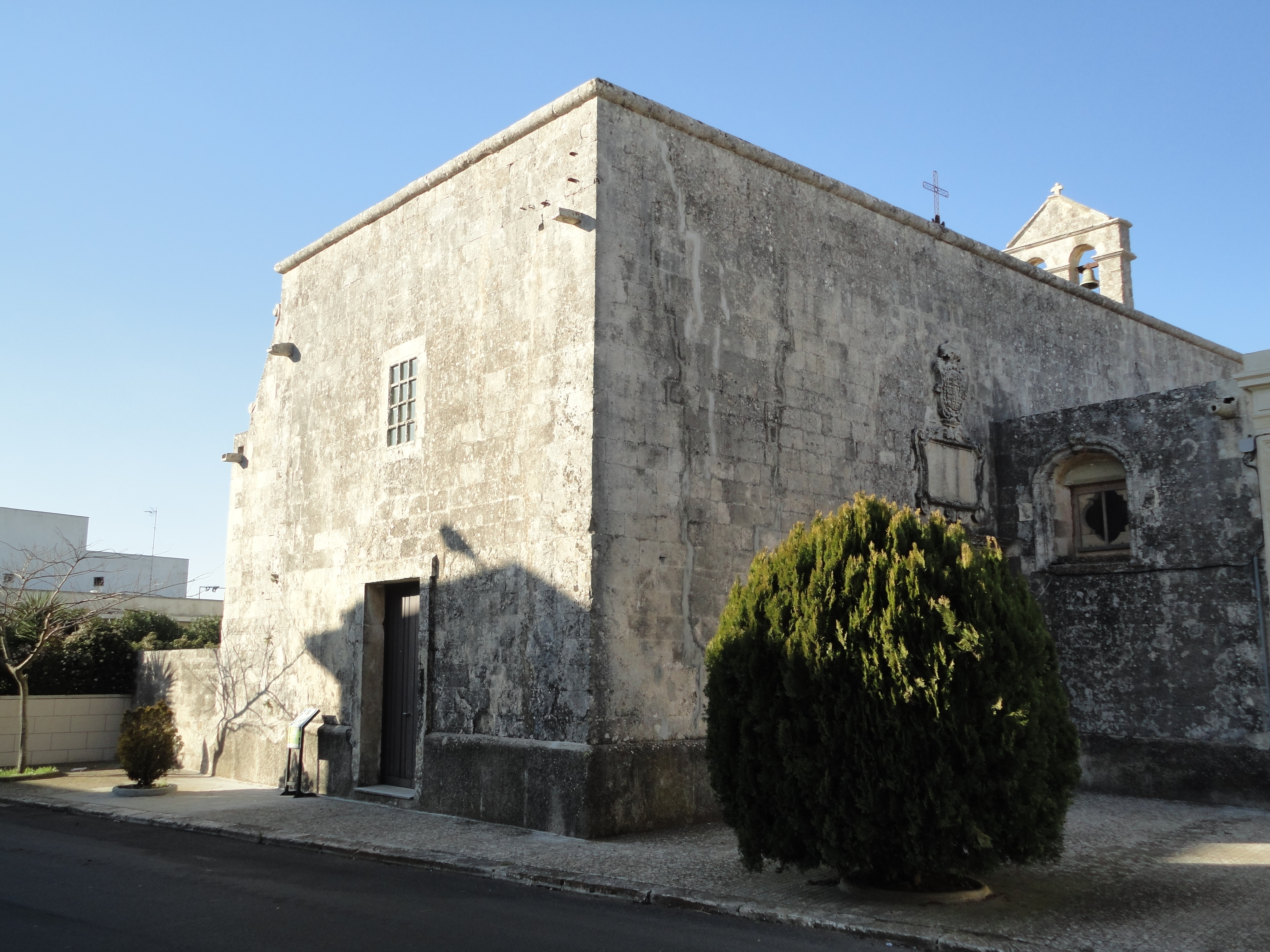
Chiesa Madonna Assunta

#### Chiesa della Madonna Assunta
La chiesa della Madonna Assunta risale al XVI secolo ma subì importanti modifiche nel 1782. È erroneamente detta della Madonna dei Poveri per via del cimitero che si estendeva intorno fino al 1892 e che accoglieva le salme dei cittadini più poveri della comunità, oltre a quelle degli associati alla Confraternita dell'Assunta.
Il prospetto principale, dalle semplici linee architettoniche, presenta un sobrio portale posto in asse con una piccola finestra rettangolare. Lateralmente si apre un portale architravato impreziosito dallo stemma della Casa Borbonica e da una lunga epigrafe latina affissa in onore del re Ferdinando IV che si adoperò per il consolidamento della cappella in seguito ai danni causati dal terremoto del 1743. L'edificio è dotato di un campanile a vela con due fornici.
L'interno, ad aula unica rettangolare con copertura a stella, è scandito da tre arcate per lato nelle quali si aprono brevi cappelle. Sono presenti alcuni dipinti su tela fra cui una Natività. Sull'altare maggiore campeggia la statua della Madonna Assunta.

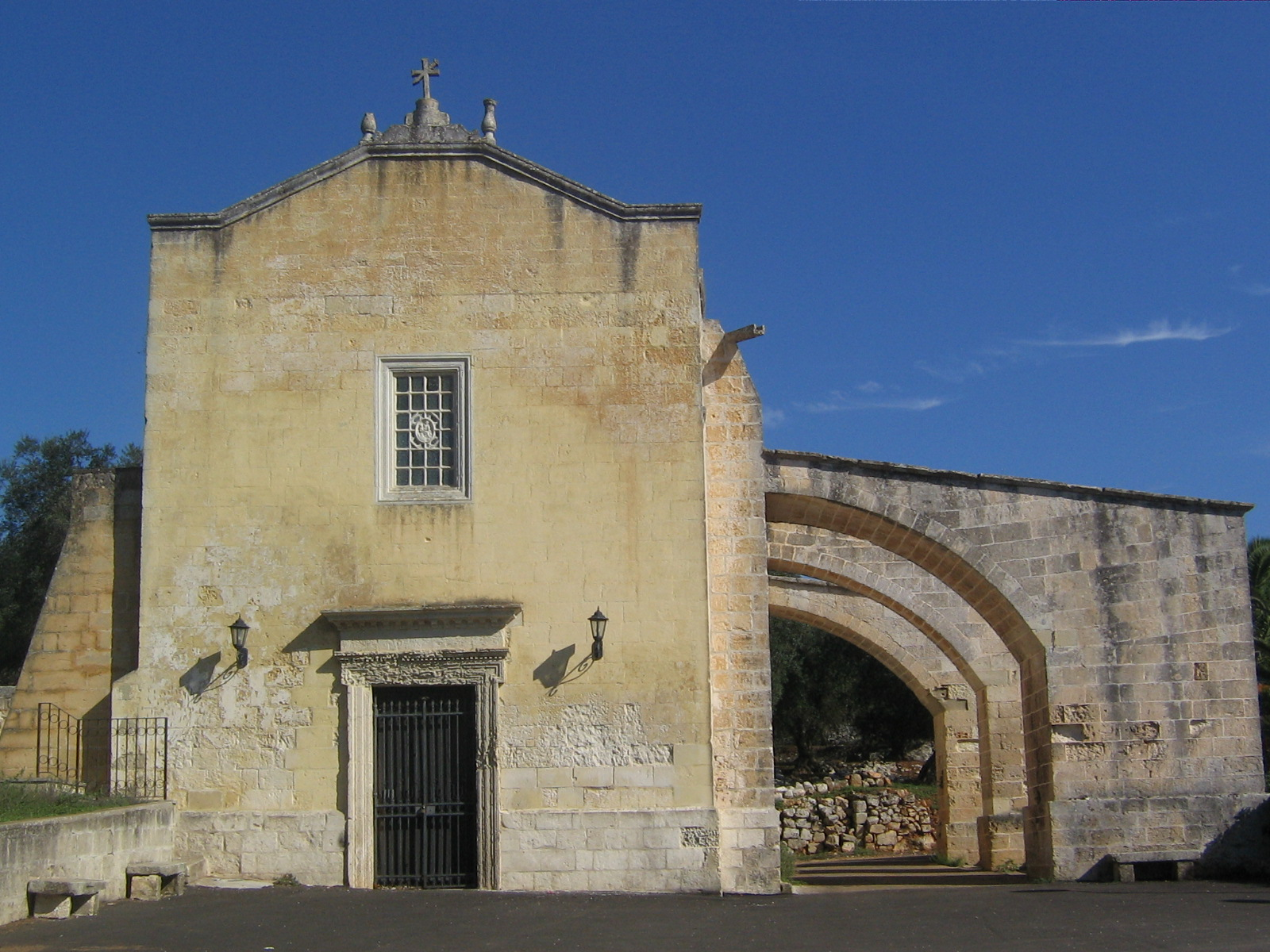
Chiesa Madonna della Serra

#### Chiesa della Madonna della Serra
La chiesa della Madonna della Serra, radicalmente ristrutturata nel 1615, ha antiche origini e il sito su cui sorge è interessante dal punto di vista paesaggistico e archeologico. Immersa tra secolari ulivi e macchia mediterranea, nelle sue vicinanze è presente l'omonima grotta neolitica scoperta negli anni settanta e i resti di una torre messapica, messa in evidenza dall'Università del Salento.
Il prospetto, caratterizzato da una severa semplicità decorativa, è impreziosito da un portale sulla cui architrave è incisa un'epigrafe che ricorda l'edificazione del 1615 e il restauro del 1966. Al 1945 risalgono i tre grandi archi contrafforti realizzati per garantire la staticità della struttura. L'interno è costituito da un'unica navata rettangolare, coperta con volte a stella, sul cui fondo è posizionato un piccolo altare e una nicchia contenente la statua della Madonna della Serra.

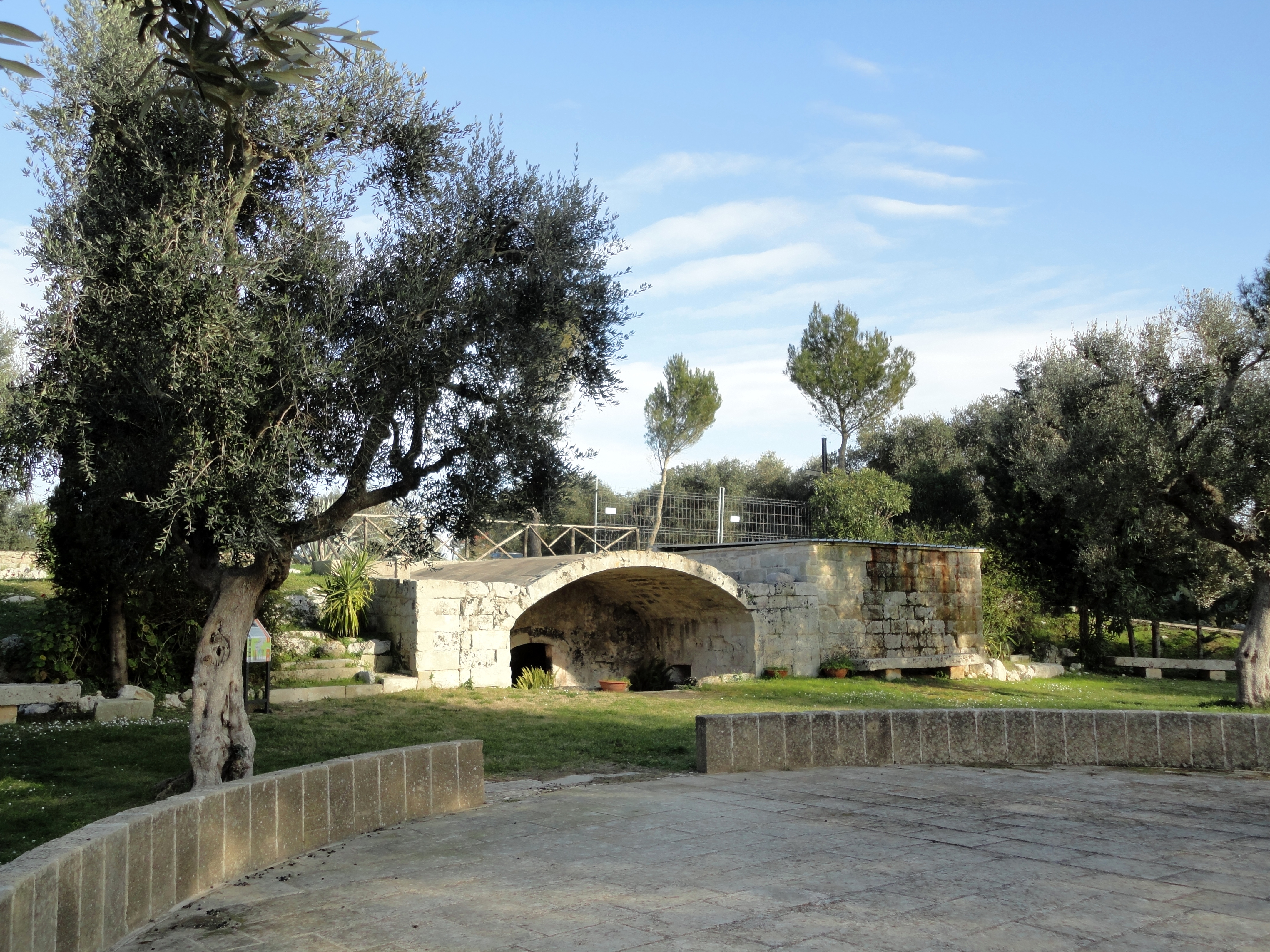
Cripta di San Giovanni

Antistante la chiesa si erge una colonna votiva in pietra leccese del 1708 sul cui capitello è posta una statua della Madonna col Bambino.

#### Cripta di San Giovanni Battista
La cripta di San Giovanni Battista, di origine bizantina, risale al X-XI secolo. L'ipogeo appartiene a un insediamento rupestre la cui data di fondazione è collocabile al 953 d.C. Inizialmente adibito a luogo di culto dei monaci basiliani di rito greco, divenne una cappella cristiana di rito latino dove si continuò a venerare San Giovanni Battista.
Scavato interamente nella roccia calcarea, l'ipogeo presenta un impianto a tre navate, con una larghezza di otto metri e un'altezza di due, separate da due pilastri centrali ricavati durante lo scavo. Nella navata centrale è collocato un piccolo altare sul quale vi è un incavo quadrangolare occupato da un recente affresco di San Giovanni realizzato in occasione dei lavori di recupero effettuati nel 1990 su determinazione del locale Centro di Cultura Sociale e di Ricerche. Intorno ai pilastri insistono i sedili a gradino. Degli affreschi originari rimangono solo alcuni volti di santi difficilmente identificabili.

### Architetture civili

#### Palazzo Frisari-Bozzi Colonna
Il Palazzo Frisari-Bozzi Colonna è un importante esempio di architettura extraurbana del Salento. È sorto infatti come residenza gentilizia di campagna, isolata rispetto all'abitato. Fu costruito fra il XVIII e il XIX secolo dalla nobile famiglia Frisari, successivamente passò ai Bozzi Colonna e diventò poi di proprietà comunale. Il Comune ha recentemente venduto a Olga di Grecia, moglie di Aimone di Savoia-Aosta.
Il palazzo presenta un austero prospetto con due portali e cinque finestre in corrispondenza del piano superiore. All'estremità destra è presente un piccolo campanile a vela, segno distintivo di una cappella interna. L'edificio, a pianta rettangolare, si articola su due piani. Al piano terra insistono le stalle e i depositi; il piano superiore ospita le grandi stanze nobiliari decorate con scene mitologiche.

#### Palazzo Pirtoli
Palazzo Pirtoli fu la residenza dell'omonima famiglia locale. Risalente ai primi decenni dell'Ottocento, venne ampliato negli anni 1911-1912. La struttura possiede una facciata neoclassica scandita in due ordini e caratterizzata da un portale d'ingresso ad arco scemo e da una trifora centrale sormontata dallo stemma di famiglia. L'interno presenta ampie sale, alcune delle quali decorate con affreschi e voltate a botte. Attraverso il giardino si accede a un grande frantoio oleario ipogeo

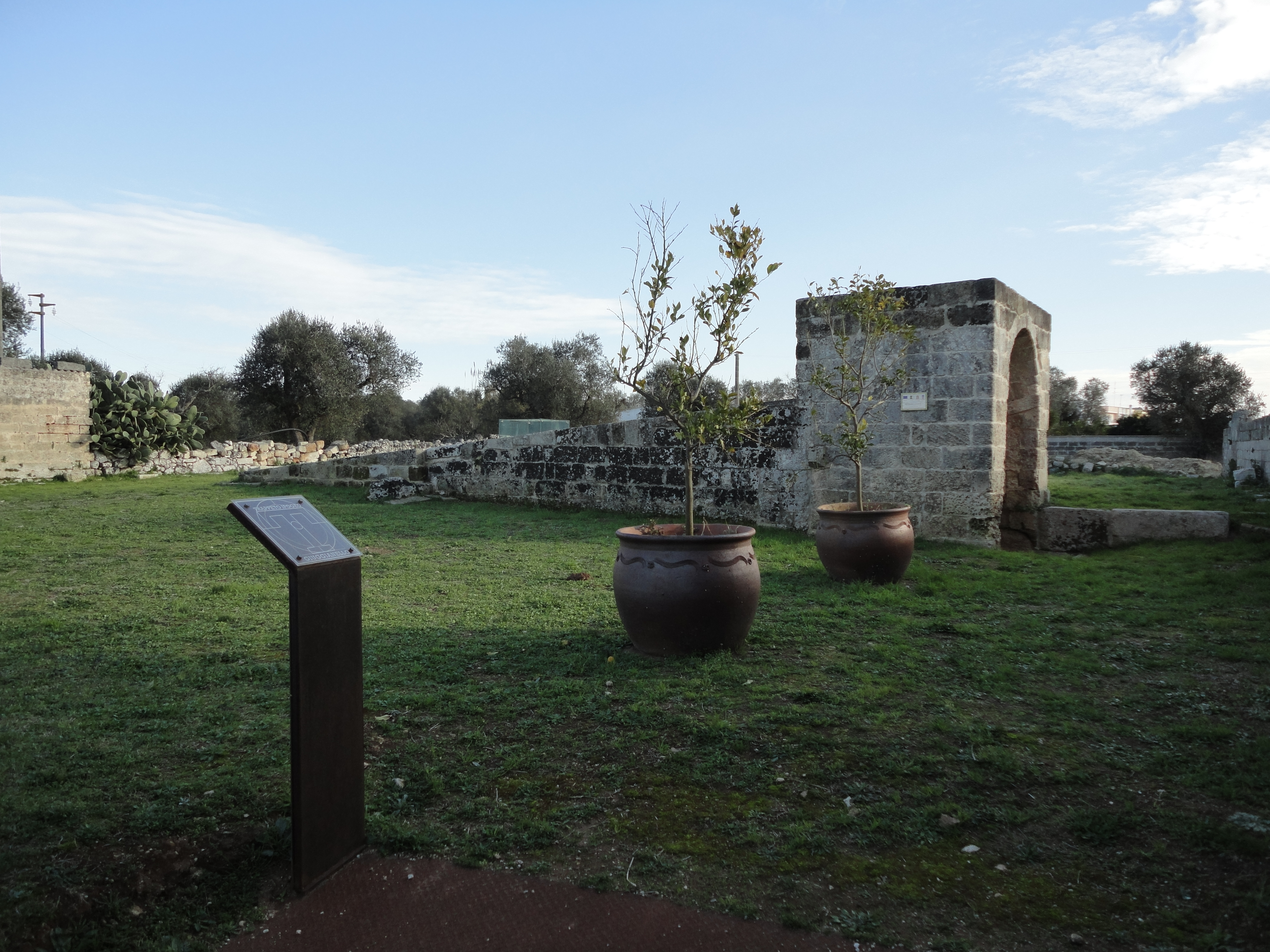
Frantoio ipogeo

#### Frantoio ipogeo
Il frantoio ipogeo, trappeto in gergo locale, può essere datato intorno agli inizi del XVIII secolo, dato che, dal Catasto onciario di Giuggianello, risulta di proprietà, nel 1753, della signora Donna Saveria Riccio; successivamente la proprietà passò ai Bozzi Colonna. Ha una superficie di 850 m² ed è situato a 3,50 m dal piano campagna. Vi si accede mediante una scala coperta con volta a botte. La vasca presenta un diametro di 3,20 m, con la relativa macina. Internamente sono presenti quattordici stanze di deposito (le sciave), sette delle quali formano una corona intorno alla vasca mentre le restanti sono posizionate dentro il torchio alla "calabrese". Altre tre sciave o camini sono localizzate sulle pareti della scala. L'aerazione naturale era assicurata da tre botole poste sulla volta che venivano anche usate per l'immissione delle olive. Oltre al torchio alla calabrese che serviva per la prima pressione, c'erano altri quattro torchi alla "genovese" che servivano per la seconda pressione.

### Architetture militari

#### Castello dei Lubelli
Il primo disegno difensivo del casale di Giuggianello si deve a Roberto Venturi, feudatario dal 1549. Fu realizzata una possente Casa-Torre al centro del borgo antico. Si trattava di un piccolo castello-torre ed era associato ad un recinto nel quale alloggiavano animali, depositi di fieno, paglia e, in tempi di saccheggi e disordini, offriva rifugio alla popolazione e alle sue masserizie. Nel 1641, Desiderio Protonobilissimo vendette il feudo a Giuseppe Antonio Matthei, conte di Novoli e Palmariggi che a sua volta, lo vendette a Giovan Battista Lubelli. Il nuovo feudatario demolì la torre dei Venturi e costruì un castello. Alla fine del Settecento tutti gli ambienti del primo piano furono demoliti per le loro precarie condizioni statiche. Il castello successivamente subì continue modifiche alterandone la struttura originaria. Nei primi anni del Novecento fu trasformato in masseria, poi in fabbrica di tabacchi e infine (1962) fu smembrato tra privati, mentre una piccola parte fu donata all'Ente Comunale Assistenza per l'istituzione di un Asilo infantile.
Del prospetto originario è rimasto solo l'ingresso costituito da un monumentale portale bugnato sormontato dall'araldica dei Lubelli. Lo stemma, sorretto da due leoni rampanti e coronato da una torre merlata, raffigura tre bande abbassate.

### Siti archeologici
A Giuggianello si trovano alcuni dei monumenti megalitici della provincia di Lecce.

#### Menhir

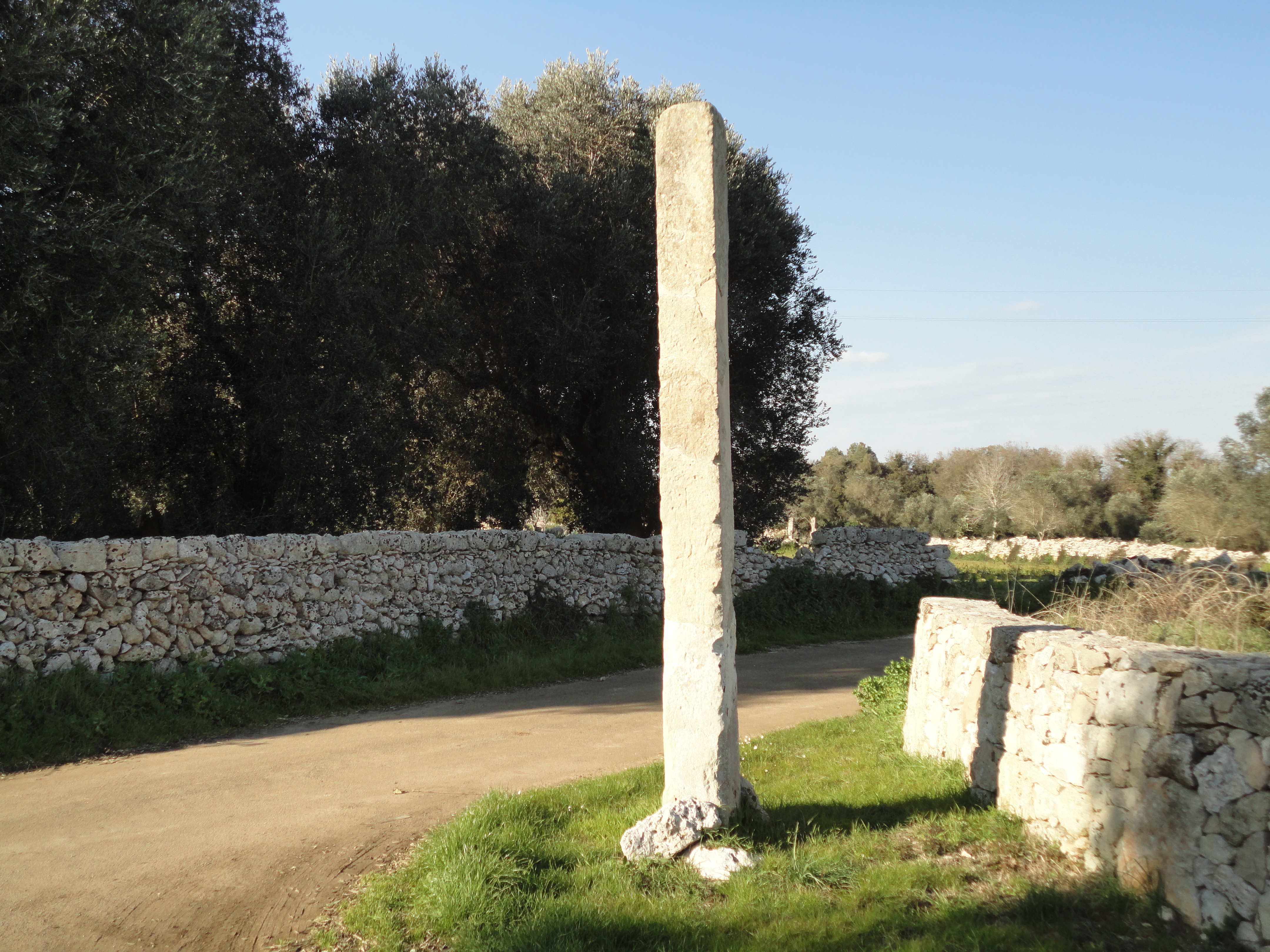
Menhir Polisano
È posto su un trivio nell'antico feudo medievale del casale di Polisano. Il monolite in carparo (40 × 27 cm) fu abbattuto nel 1977 e, successivamente, ricollocato in sede e restituito all'altezza di 3,45 metri. Segni del restauro sono particolarmente evidenti sul lato est. Lo spigolo a NW presenta numerose tacche.
Menhir Croce Caduta o Quattromacine
Il Menhir Croce Caduta è localizzato in località Quattromacine. Prende il nome dal toponimo della campagna in cui si trova e fu rinvenuto nel 1979 dal locale Centro di Cultura Sociale e di Ricerche in seguito allo studio del Catasto onciario di Giuggianello. Il menhir, adagiato per terra, è costituito da un unico blocco parallelepipedo in pietra leccese lungo circa 4 metri. Presenta le facce principali larghe 45 cm e le facce laterali con uno spessore di 22 cm.

#### Dolmen

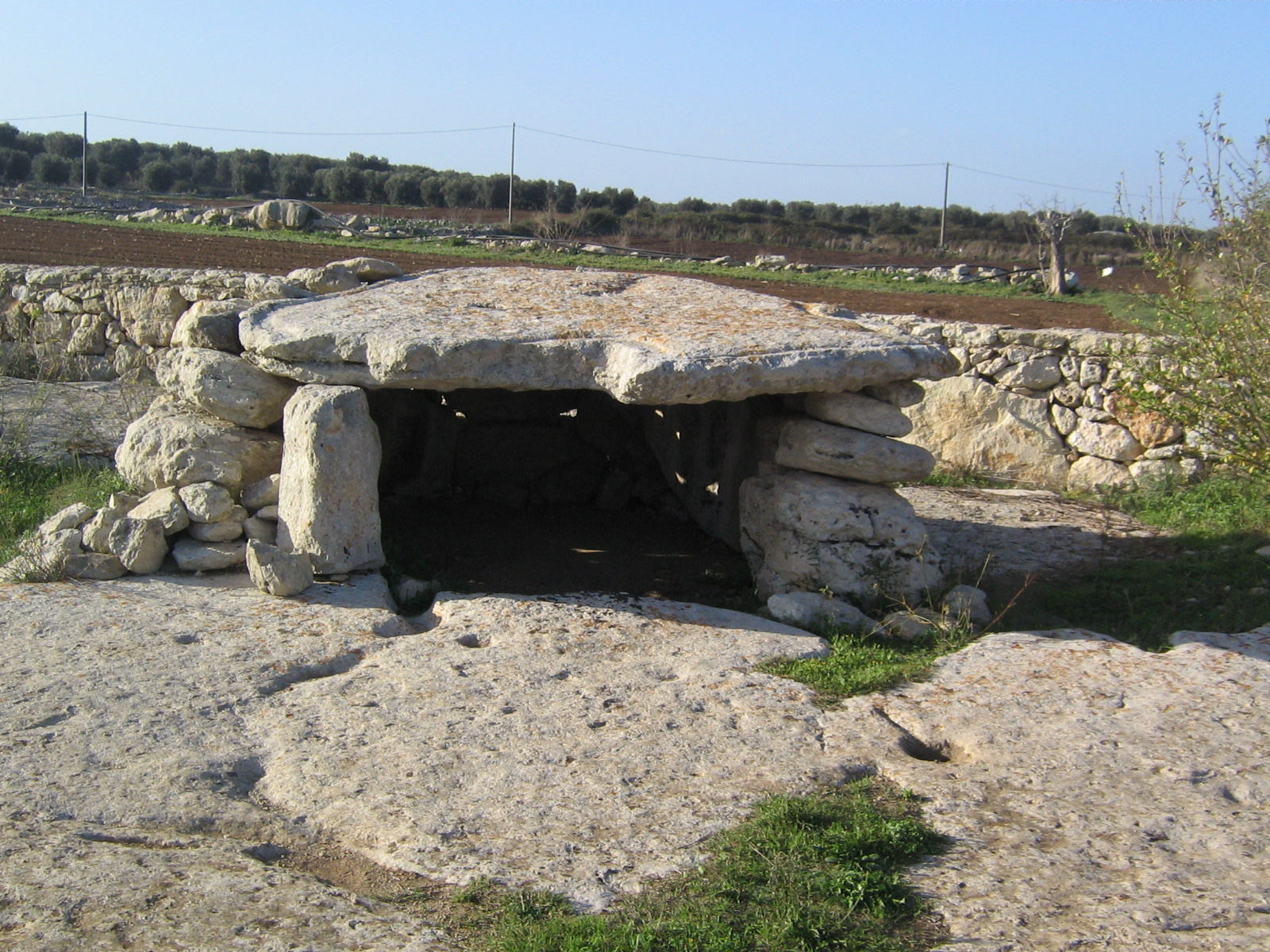
Dolmen Stabile
Scoperto dal Maggiulli nel 1893, il megalite si erge su di un banco di roccia calcareo ed è alto 105 cm. Probabilmente deve il nome al fatto che vi si stabilivano animali. È noto anche col nome di Quattromacine per la sua collocazione nell'antico feudo dell'omonimo casale medievale. La copertura è costituita da un lastrone rettangolare irregolare (180 × 260 cm) con spessore medio di circa 20 cm, che poggia su sette ortostati a pietre sovrapposte e su due piedritti monolitici. Tale lastra è inclinata di 10° da NW a SE e presenta un solco che corre lungo tutto il bordo perimetrale e termina con un foro sull'ingresso a SE del megalite.
Dolmen Ore
Il megalite poggia su tre ortostati, di cui uno monolitico sul lato N e gli altri a pietre sovrapposte e si eleva di 95 cm dal piano di calpestio. La lastra di copertura di forma rettangolare irregolare (130 × 90 cm) presenta uno spessore di circa 20 cm. L'ingresso si trova sul lato a SE. Il dolmen sorge nei pressi della Masseria Quattromacine.

#### Massi della Vecchia
I Massi della Vecchia sono grossi blocchi calcarei di epoca miocenica la cui composizione calcarenitica ha favorito, tramite l'azione degli agenti atmosferici, la produzione di curiose e strane forme che la fantasia popolare ha associato, sin dall'antichità, a bizzarri nomi e leggende. Sono situati sulla Collina dei Fanciulli e delle Ninfe, in due poderi denominati "Cisterna Longa" e "Tenenti".
I due massi più scenografici sono:
Furticiddhu della Vecchia
Si tratta di un unico blocco monolitico la cui forma richiama la rondella di un fuso ("furticiddhu" in dialetto locale) che serviva per filare a mano la lana. Nella descrizione di Cosimo De Giorgi, la forma del monolite viene associata a un enorme fungo con cappello e peduncolo. Il monumento è legato alla preistoria locale e ad una leggenda che ricollega la sua origine ad Ercole. Infatti secondo lo studioso francese François Lenormant, è possibile identificare l'enorme masso con il "Masso oscillante d'Ercole" della leggenda di cui parla Aristotele nel "De Mirabilis Auscultationibus" ("Le Audizioni Meravigliose"). Il filosofo, infatti, sostenne che nella parte estrema della Iapigia esiste una pietra tanto grande che sarebbe stata impresa impossibile trasportarla persino su un enorme carro. Ma Ercole, sollevatala senza alcuno sforzo, la gettò dietro le sue spalle ed essa si posò nel terreno in maniera tale che anche la semplice pressione del dito di un bambino sarebbe stata in grado di rimuoverla.

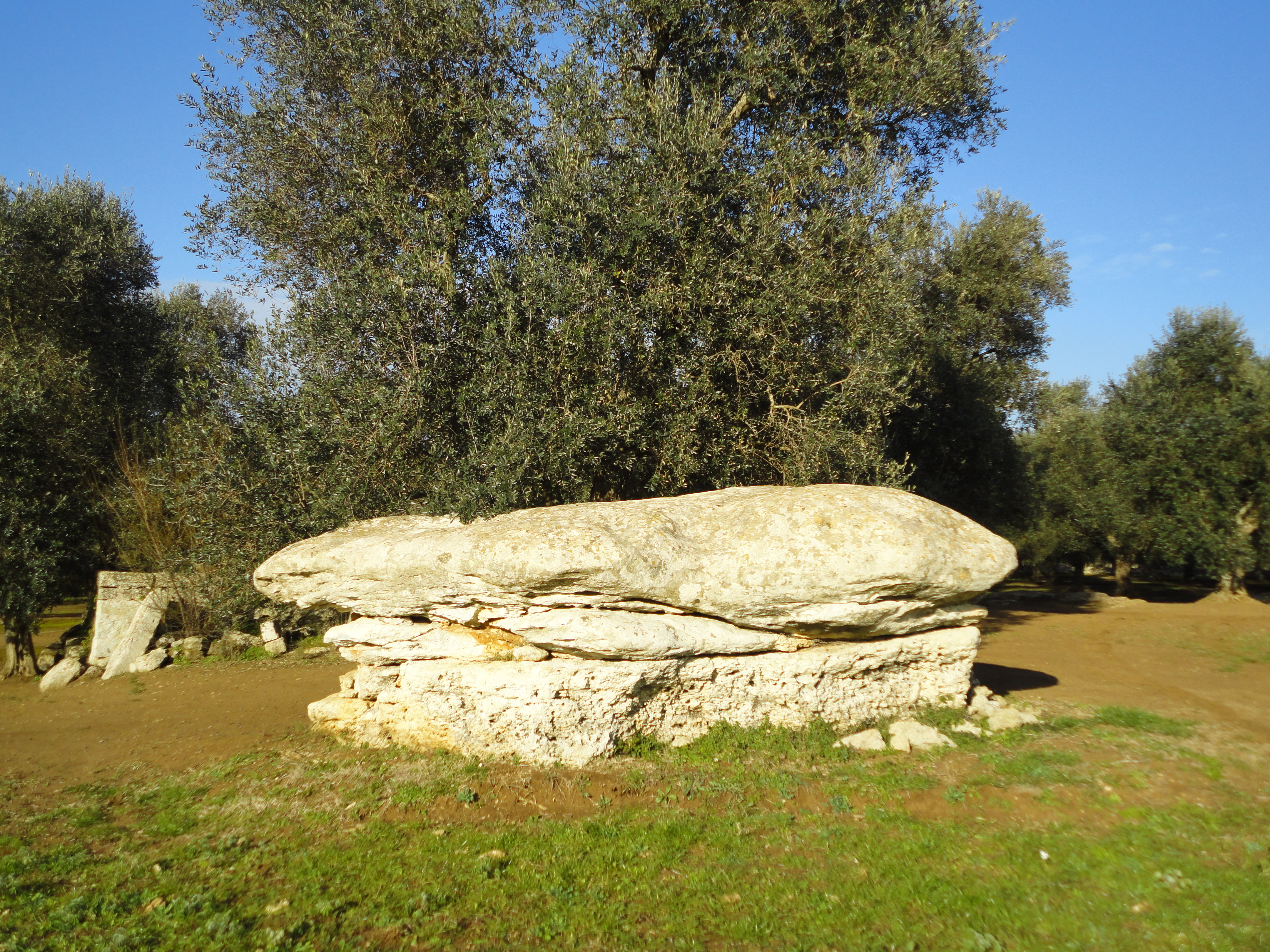
Letto della Vecchia
Si tratta di una grossa pietra calcarea di forma circolare posta su un basamento. La denominazione deriva dalla forte somiglianza ad un enorme giaciglio. Al monumento è legata la leggenda di una vecchia che trasforma in pietre chiunque non riesca a rispondere alle sue domande. Contrariamente, chi risponde correttamente riceve in dono una gallina con sette pulcini d'oro.
Piede d'Ercole
Si tratta di un monolite a forma di zampa di un grosso animale. Secondo la tradizione si tratterebbe dell'impronta del piede di Ercole.

### Aree naturali

#### La Cutura
Il giardino botanico "La Cutura", situato presso l'omonima contrada, ospita numerosissime specie vegetali provenienti da ogni parte del mondo. La sezione più importante e suggestiva è quella che accoglie circa 2000 esemplari di piante grasse e tropicali originarie del Messico, dei Paesi dell'Africa e dell'America Latina.

## Società

### Evoluzione demografica
Abitanti censiti

### Etnie e minoranze straniere
Al 31 dicembre 2020 a Giuggianello risultano residenti 34 cittadini stranieri. La nazionalità più rappresentata  è:

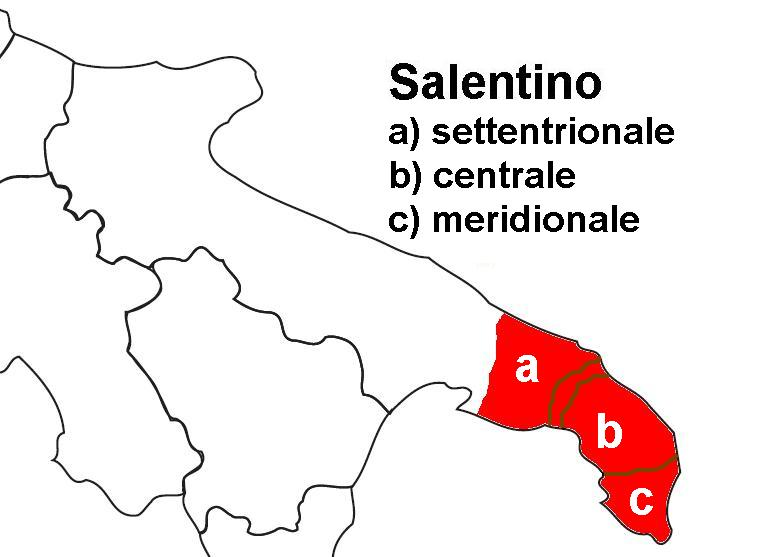
Diffusione del dialetto salentino

- Romania - 12

### Dialetto
Il dialetto parlato a Giuggianello è il dialetto salentino nella sua variante meridionale. Il dialetto salentino si presenta carico di influenze riconducibili alle dominazioni e ai popoli stabilitisi in questi territori che si sono susseguite nei secoli: messapi, greci, romani, bizantini, longobardi, normanni, albanesi, francesi, spagnoli.

### Tradizioni e folclore

#### Tavole di San Giuseppe
Le Tavole di San Giuseppe si allestiscono in occasione della festa di San Giuseppe. Le famiglie devote approntano delle grandi tavole imbandite con grossi pani circolari a forma di ciambella, raffiguranti alcuni simboli (il giglio, il rosario, etc.) che rappresentano i "santi" che fanno parte della tavola. Il numero dei "santi" è sempre dispari e va da un minimo di tre (la Madonna, San Giuseppe e Gesù bambino) ad un massimo di tredici e vengono interpretati da persone care alla famiglia che allestisce. La sera del 18 marzo, dopo la processione e la benedizione delle tavole, a tutti i visitatori, sono offerte le tradizionali "pucce" benedette. A mezzogiorno del 19 marzo avviene la consumazione delle pietanze. Il devoto che ha allestito la tavola bacia per primo i grossi pani, che dovranno essere poi baciati dal "San Giuseppe" prima di essere consegnati ai "santi". Anche le altre pietanze sono servite prima a colui che interpreta San Giuseppe e poi agli altri "santi". Per tradizione la Madonna deve essere interpretata da una ragazza nubile.
Queste tavole vengono realizzate a Giuggianello e nei paesi vicini di Giurdignano, Uggiano la Chiesa, Casamassella, Cocumola e Minervino di Lecce. L'usanza è praticata anche nei comuni tarantini di Lizzano e San Marzano di San Giuseppe.

## Cultura

### Istruzione

#### Scuole
A Giuggianello è presente una scuola dell'infanzia e una scuola elementare appartenenti all'Istituto Comprensivo Statale di Muro Leccese.

#### Musei
- Museo della Civiltà Contadina[19]

Ubicato presso l'antico Palazzo dei Lubelli, è strutturato in tre sezioni: Etnografica, Archeologica e Archivistica. Delle tre solo la prima è stata realizzata e aperta al pubblico; l'allestimento delle altre due, invece, è ancora in itinere.
- Museo dell'Olio[20]

### Eventi
- Sagra e Festa di San Giuseppe - 18 e 19 marzo;
- Festa di San Cristoforo "piccinnu" (piccolo) - 9 maggio (con l'accensione autorizzata della tipica "focarrea", un falò generato dalla combustione di ammassi di piccole cime di alberi locali oggetto di potatura);
- Festa Madonna della Serra - 31 maggio;
- Sagra di San Giovanni - 24 giugno;
- Festa Patronale di San Cristoforo - 25 luglio (il giorno antecedente e successivo sono ugualmente interessati da momenti di festa con l'accensione in centro delle tipiche luminarie e intrattenimento musicale; il giorno 26 luglio, durante la festa, si tiene generalmente la "Sagra dell'anguria" con intrattenimento musicale e degustazione illimitata e gratuita di anguria).

## Economia
L'economia di Giuggianello è prettamente agricola: olio e ortaggi sono le principali produzioni. 
Negli ultimi anni, con l'espansione della zona artigianale, si sta assistendo gradualmente alla nascita di nuove aziende e allo sviluppo di quelle già esistenti. 
In crescita è anche il settore ricettivo legato al turismo.

## Infrastrutture e trasporti

### Strade
I collegamenti stradali principali sono rappresentati da:
- Strada statale 16 Adriatica Lecce-Maglie
- Strada Provinciale 363 Maglie-Santa Cesarea Terme

Il centro è anche raggiungibile dalle strade provinciali interne SP62 Sanarica-Giuggianello-Minervino di Lecce, SP213 Giuggianello-Poggiardo, SP235 Giuggianello-Palmariggi.

## Amministrazione
Di seguito è presentata una tabella relativa alle amministrazioni che si sono succedute in questo comune.
| Periodo        | Periodo        | Primo cittadino      | Partito         | Carica  | Note   |
| -------------- | -------------- | -------------------- | --------------- | ------- | ------ |
| 18 giugno 1985 | 6 giugno 1990  | Giuseppe Luigi Palma | -               | Sindaco | [ 21 ] |
| 6 giugno 1990  | 24 aprile 1995 | Giuseppe Luigi Palma | lista civica    | Sindaco | [ 21 ] |
| 24 aprile 1995 | 14 1999        | Antonio Benegiamo    | lista civica    | Sindaco | [ 21 ] |
| 14 giugno 1999 | 14 giugno 2004 | Ugo Gigante          | centro-sinistra | Sindaco | [ 21 ] |
| 15 giugno 2004 | 8 giugno 2009  | Ugo Gigante          | lista civica    | Sindaco | [ 21 ] |
| 8 giugno 2009  | 26 maggio 2014 | Giuseppe Pesino      | lista civica    | Sindaco | [ 21 ] |
| 26 maggio 2014 | 26 maggio 2019 | Giuseppe Pesino      | lista civica    | Sindaco | [ 21 ] |
| 26 maggio 2019 | in Carica      | Luca Benegiamo       | lista civica    | Sindaco | [ 21 ] |

### Altre informazioni amministrative
Giuggianello fa parte dell'unione di comuni denominata Unione delle Terre di Mezzo.
È gemellato con il comune di Perano